# Pantanal

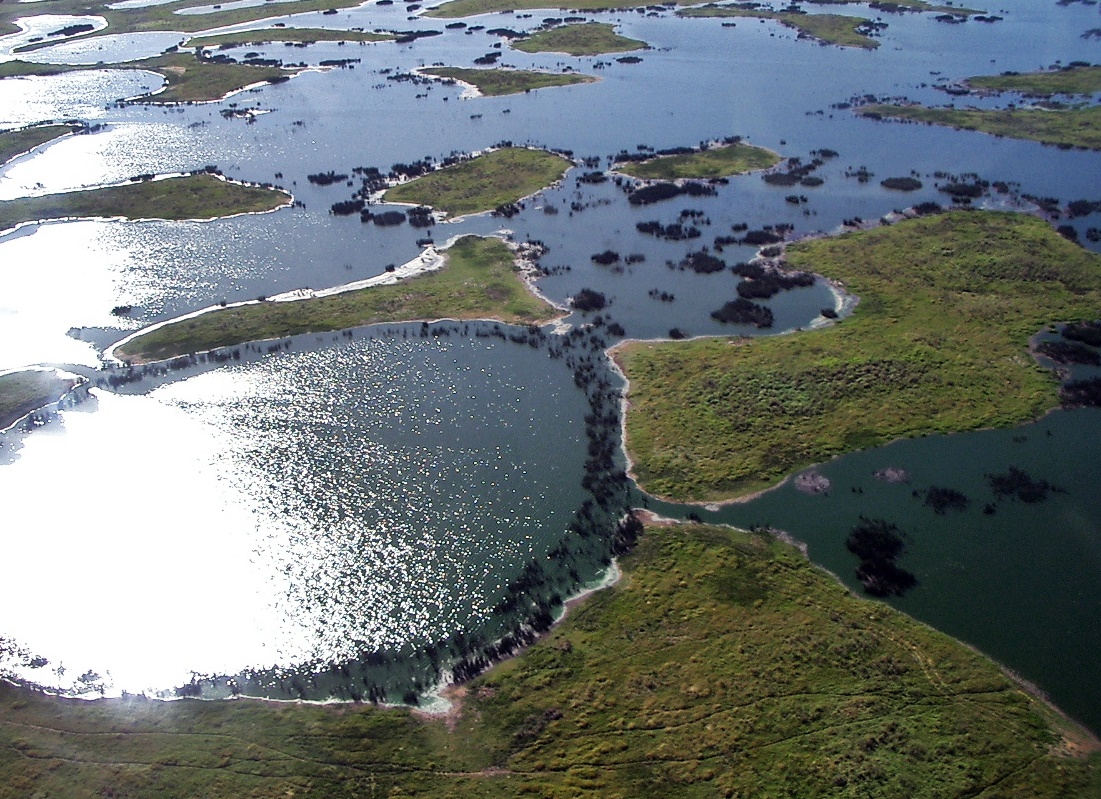
Das Pantanal nach der Regenzeit

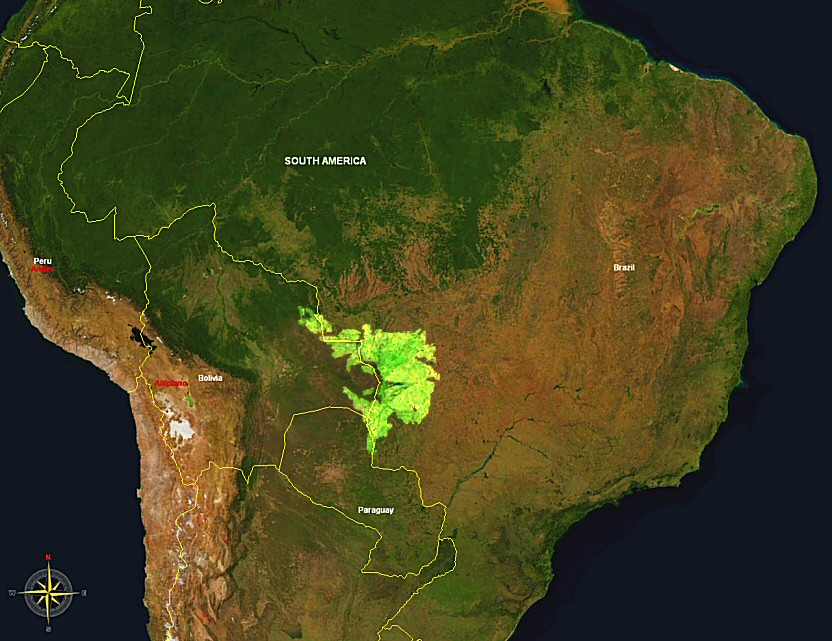
Lage des Pantanal

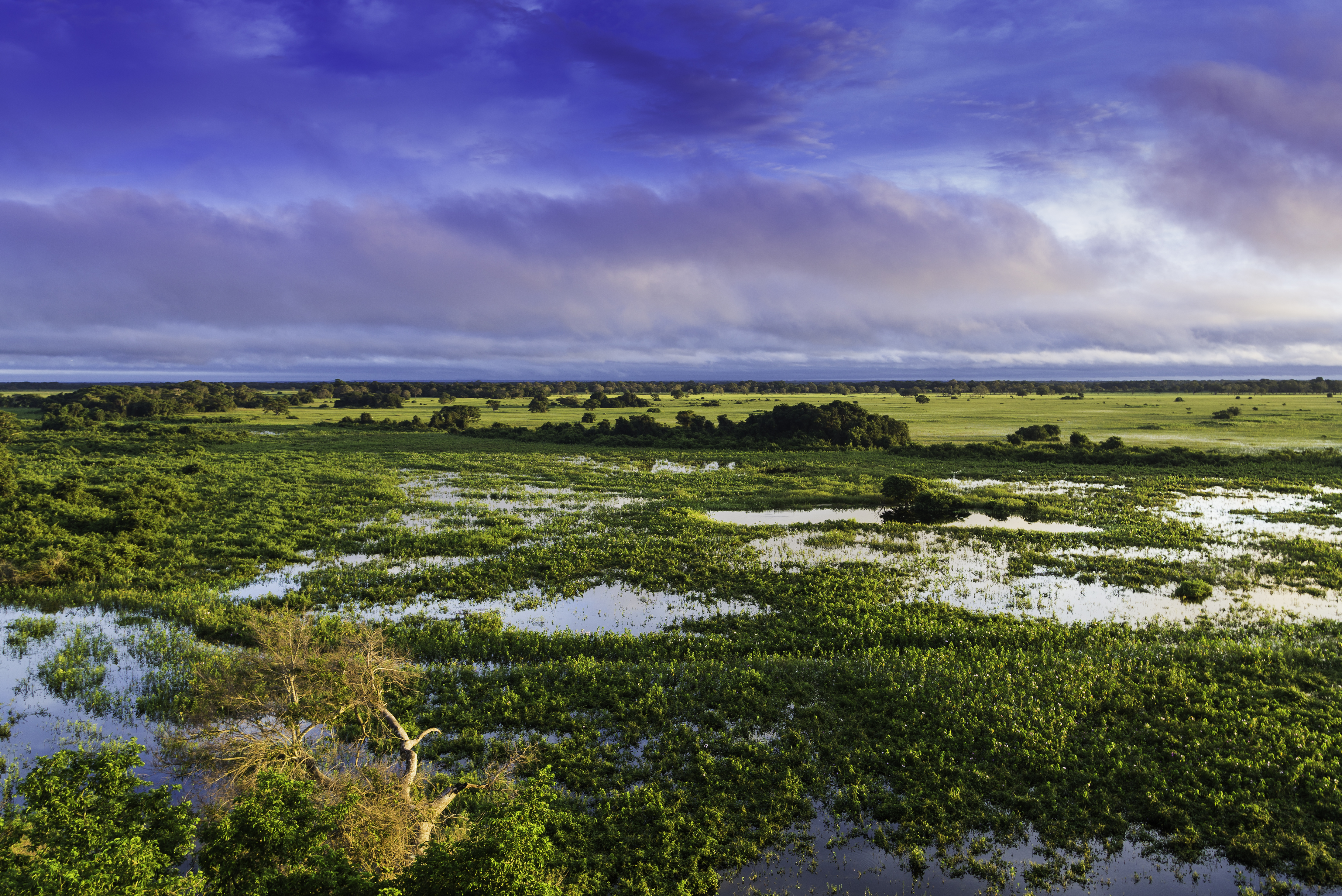
Pantanal, Mato Grosso, Brasilien

Das Pantanal (von portugiesisch pântano, deutsch „Sumpf“, auch: Pantanal Matogrossense) ist das größte Binnenland-Feuchtgebiet der Erde. Die UNESCO erklärte das Gebiet im Jahr 2000 zum Biosphärenreservat.
Das Sumpfgebiet ist fast halb so groß wie Deutschland und befindet sich größtenteils in Brasilien, während etwa ein Drittel in Bolivien und Paraguay liegt. Bis zu sechs Monate im Jahr steht das Gebiet völlig unter Wasser und dient als wichtiger Rückzugsort für zahlreiche Tiere und Pflanzen.
Das Pantanal befindet sich in einer Flussniederung mit zahlreichen Süßwasserseen (im Süden auch isolierte Salzseen – Salinas genannt), die von zahlreichen Flüssen gespeist und vom Río Paraguay, dem das Gebiet speisenden und entwässernden Hauptfluss, durchflossen wird. Das Binnendelta wird von zahlreichen mäanderartigen Dammflüssen durchzogen, welche die Flussniederung in der Regenzeit und bei Hochwasser des Rio Paraguay zum Großteil überschwemmen. Auch in der Übergangs- und Trockenzeit ist die Humidität noch sehr hoch.
Als Teil des Pantanal Conservation Complex wurde das artenreiche Feuchtbiotop unter Naturschutz gestellt und im Jahr 2000 zum Weltnaturerbe durch die UNESCO erklärt. Dennoch ist sein Erhalt durch menschliche Aktivitäten wie Rinderzucht, Landwirtschaft (incl. Brandrodung) sowie durch Industrialisierung und den Kleinbergbau (insbesondere von Gold) akut gefährdet.

## Geographie

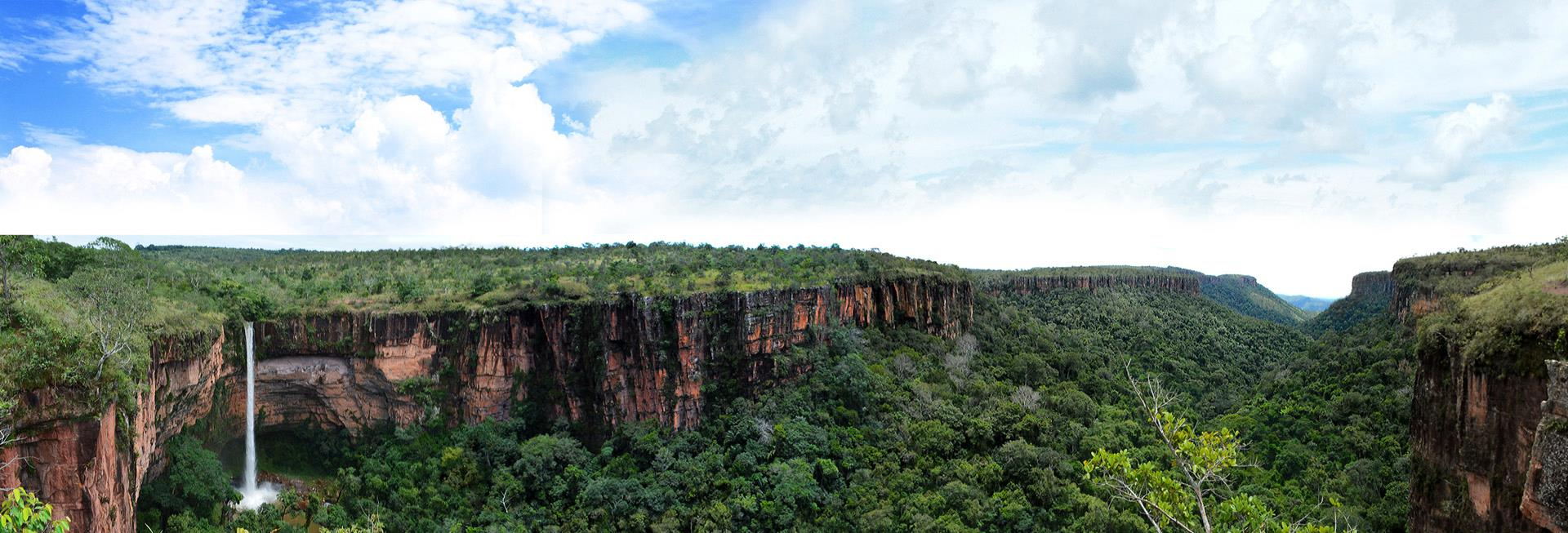
Nationalpark Chapada dos Guimarães:
Panoramaaufnahme der äußeren Begrenzung des Pantanal

### Lage
Das Pantanal befindet sich im mittleren Südwesten von Brasilien in den Bundesstaaten Mato Grosso und Mato Grosso do Sul sowie dem Mato-Grosso-Plateau – kleine Teile des Pantanals reichen noch in den Osten der sich jeweils westlich anschließenden Nachbarstaaten Paraguay und Bolivien.
Das Pantanal ist von Süden her über die Städte Aquidauana, Miranda und Corumbá zu erreichen; von Norden her über Barão de Melgaço, Cáceres, Poconé und von Puerto Suárez. Es liegt durchschnittlich nur knapp 95 m über dem Meeresspiegel.

### Größe
Die Größe der Flussaue variiert saisonal zwischen 140.000 (April bis September) und 210.000 Quadratkilometern (November bis März). Vom Norden bis Süden erstreckt es sich 600 km weit und schließt die Flüsse Río Paraguay, sowie seine Nebenarme, Rio Taquari und São Lourenço, mit ein.

### Überschwemmungsland
Der Río Paraguay hat auf seinem 600 Kilometer langen Weg durch die Tiefebene des Pantanal ein Gefälle von nur 30 Metern. Deshalb kann das Wasser, das aufgrund der Niederschläge im nördlichen Hochland über zahlreiche Flüsse in das Becken abfließt, das Gebiet nur sehr langsam wieder Richtung Süden verlassen. So werden einmal im Jahr, während der Regenzeit von November bis März, weite Teile der Tiefebene überschwemmt und zwei Drittel des Gebietes stehen teilweise metertief unter Wasser. So entsteht ein komplexes System aus Savannen, riesigen überschwemmten Wasserflächen, regenwaldartigen Flussgaleriewäldern und Trockenwäldern, ebenso wie ein Mosaik aus Flüssen, Seen und seichten Lagunen, deren Ausdehnung und Größe vom jährlichen Wechselzyklus von Regen- und Trockenzeit bestimmt werden. Während der Regenzeit zieht sich das Vieh – aber auch die wilden Tiere – in die Trockenwälder und auf die Uferdämme der Flüsse zurück, die jeweils durch Sedimentablagerungen entstanden und entstehen.

## Flora und Fauna

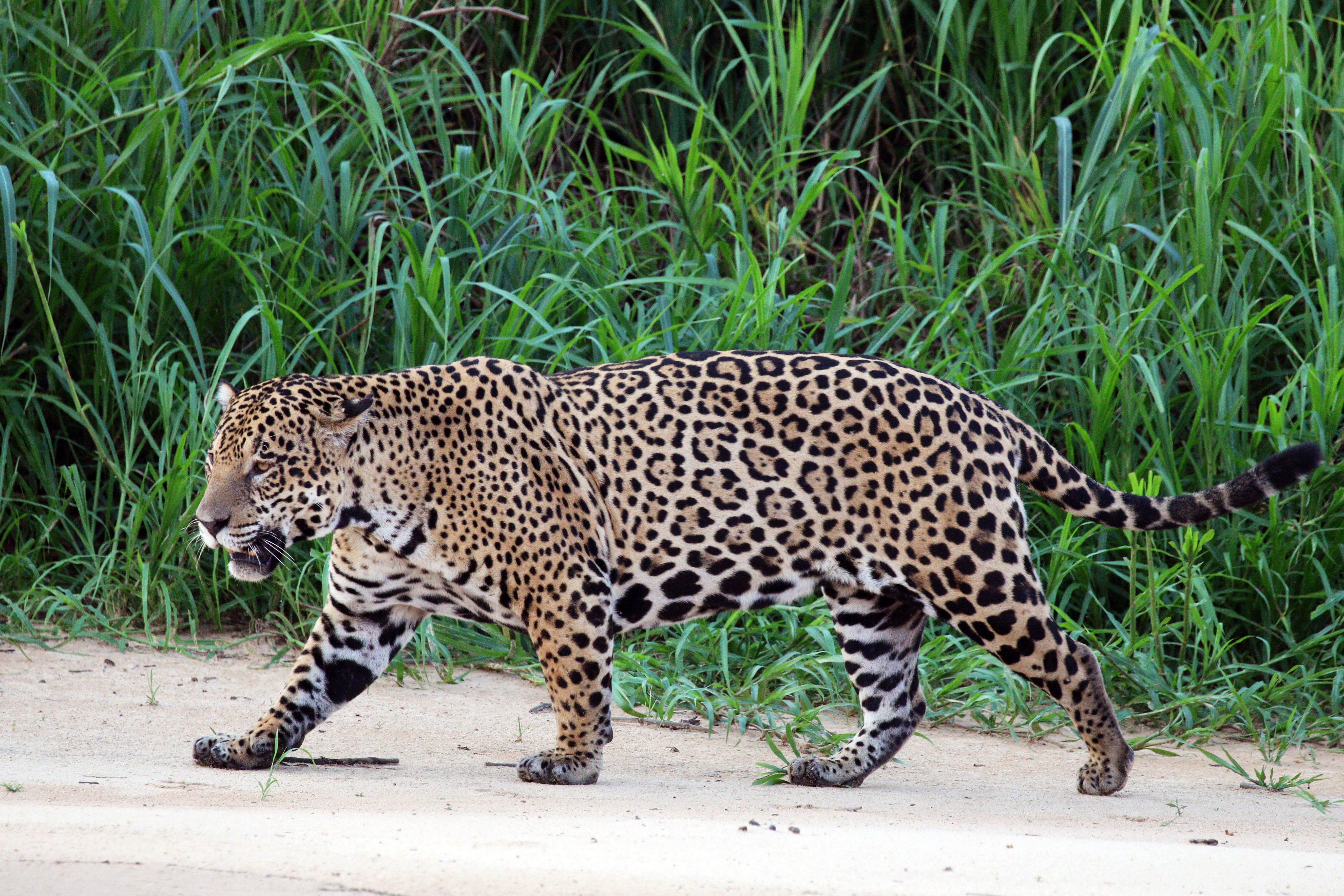
Jaguar am Tres Irmãos, einem Nebenfluss des Cuiabá

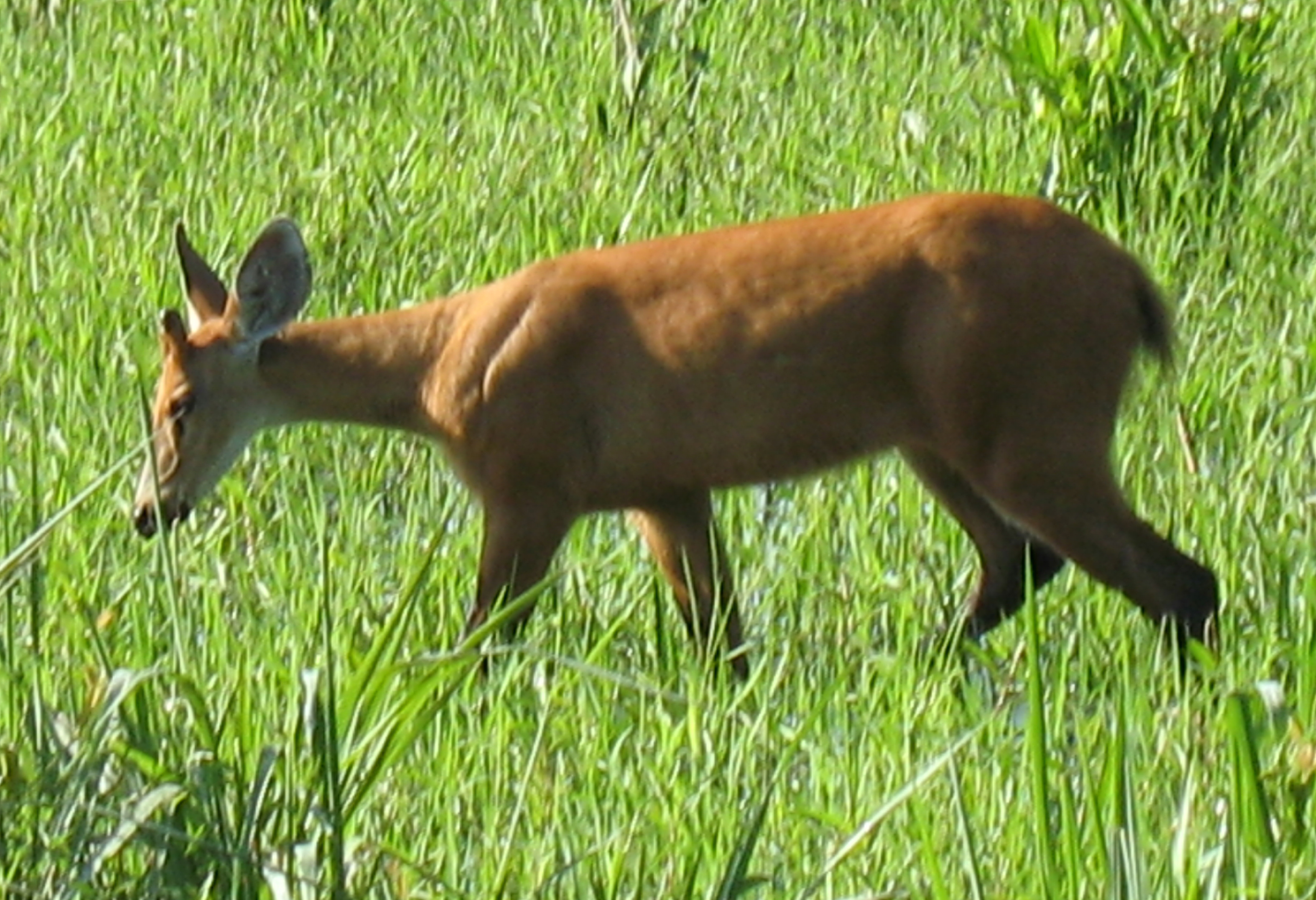
Sumpfhirsch im Pantanal

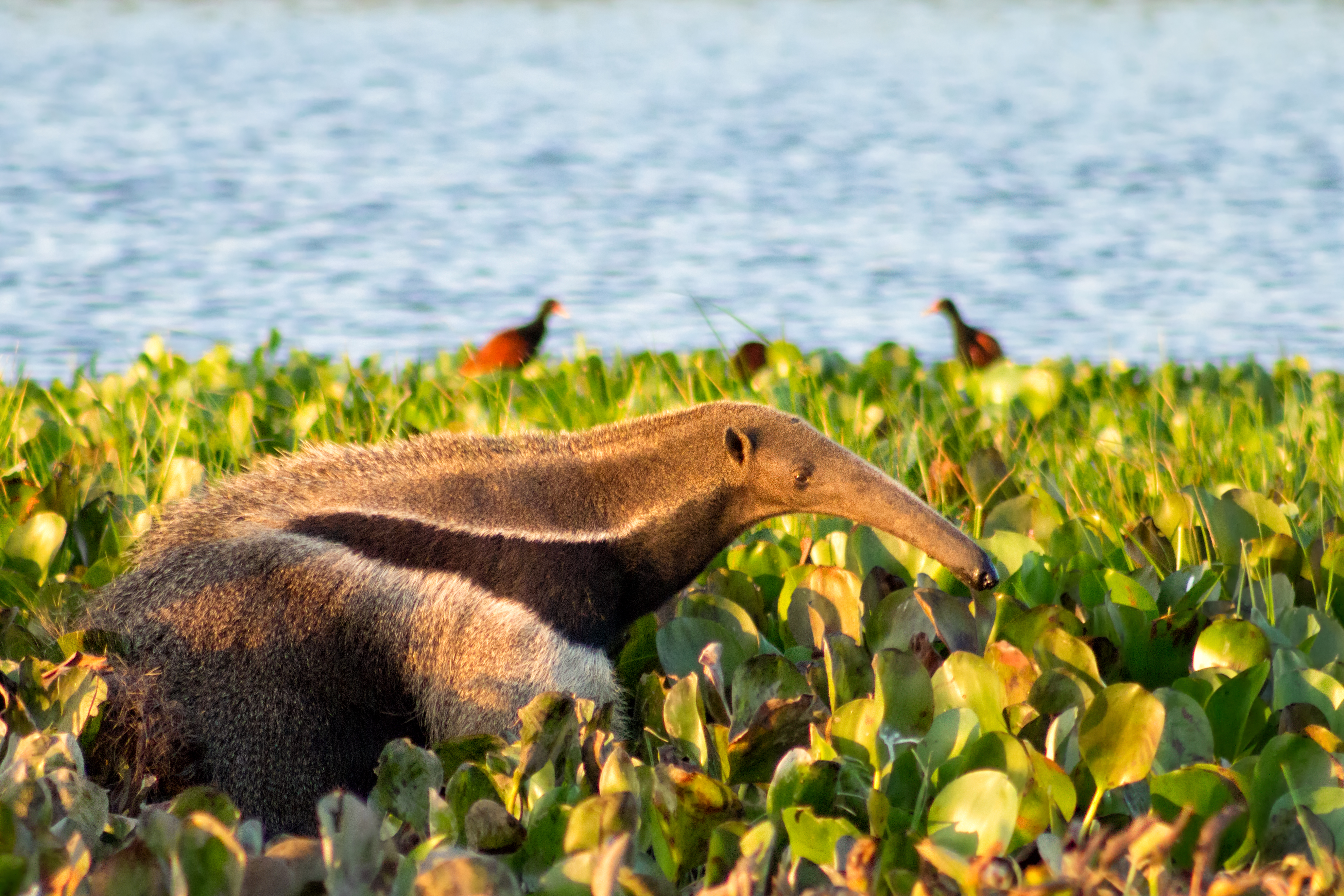
Ein großer Ameisenbär

Mit seinen zahlreichen Flussarmen, Feuchtwäldern und Trockenzonen ist das Pantanal der Lebensraum von mehr als 1700 Pflanzenarten, 240 Fischarten, sowie rund 60 Amphibien- und 100 Reptilienarten. Es ist auch der Lebensraum von etwa 650 Vogelarten, darunter zahlreiche verschiedenen Papageienarten.

Etwa 35 Millionen Kaimane bevölkern das Pantanal, eine höhere Konzentration von ihnen gibt es nirgendwo auf der Welt.
Wenn der Río Paraguay von Oktober bis März das Pantanal überflutet, sind große Teile des Sumpfgebiets von riesigen Victoria-Seerosen bedeckt.
Es leben allerdings auch zahlreiche Menschen im Pantanal, 2001 waren es auf der Fläche des Biosphärenreservats mehr als 2,8 Millionen.

### Säugetiere
Angaben zu den in Pantanal lebenden Säugetierarten schwanken zwischen 80 und 120 Spezies.
Nirgendwo auf der Welt werden Jaguare so groß wie im Pantanal, wo sie ein Gewicht von bis zu 158 kg erreichen können. Passend dazu gibt es im Pantanal auch die größten Nagetiere der Welt, die bis zu 70 Kilogramm schwer werdenden Capybaras, die an riesige Meerschweinchen auf langen Beinen erinnern. Über einige der seltenen endemischen Arten, wie den vom Aussterben bedrohte Große Ameisenbär, welcher sich ausschließlich von Termiten und Ameisen ernährt, ist noch relativ wenig bekannt. Um ihren Schutz besser zu ermöglichen, hat die deutsche Zoologin Lydia Möcklinghoff die Tiere für mehr als ein Jahr begleitet.
Zu den Säugetieren, die im Pantanal vertreten sind, zählen unter anderem:
- Pantanal-Pampaskatze
- Riesenotter
- Jaguar
- Ozelot
- Puma
- Maikong (auch „Waldhund“ genannt)
- Schwarzer Brüllaffe
- Gehaubter Kapuzineraffe
- Großer Ameisenbär
- Südlicher Tamandua
- Südamerikanischer Nasenbär
- Sumpfhirsch
- Flachlandtapir
- Capybara
- Agutis
- Pekaris
- Sechsbinden-Gürteltier
- Neunbinden-Gürteltier

### Vogelwelt
Allein auf den Flächen, die jährlich überschwemmt werden, wurden 444 Vogelarten registriert, während im ganzen Pantanal etwa 656 Arten von Vögeln leben.
Im Pantanal lebt die weltweit größte Population von Hyazintharas.
Der Riesenstorch Jabiru wird auch als Symbol des Pantanals bezeichnet.
Zu den Vogelarten, die im Pantanal vertreten sind, zählen unter anderem:
- Hyazinthara
- Gelbbrustara
- Grünflügelara
- Blaustirnamazone
- Schopfkarakara
- Gelbkopfkarakara
- Fischbussard
- Jabiru
- Schneckenweih
- Kaninchenkauz
- Guirakuckuck
- Nandu
- Glattschnabelani
- Braunohrarassari
- Schwefelmaskentyrann
- Breitschwingenkolibri
- Goldbauch-Smaragdkolibri
- Olivenscharbe
- Waldstorch
- Amerika-Schlangenhalsvogel

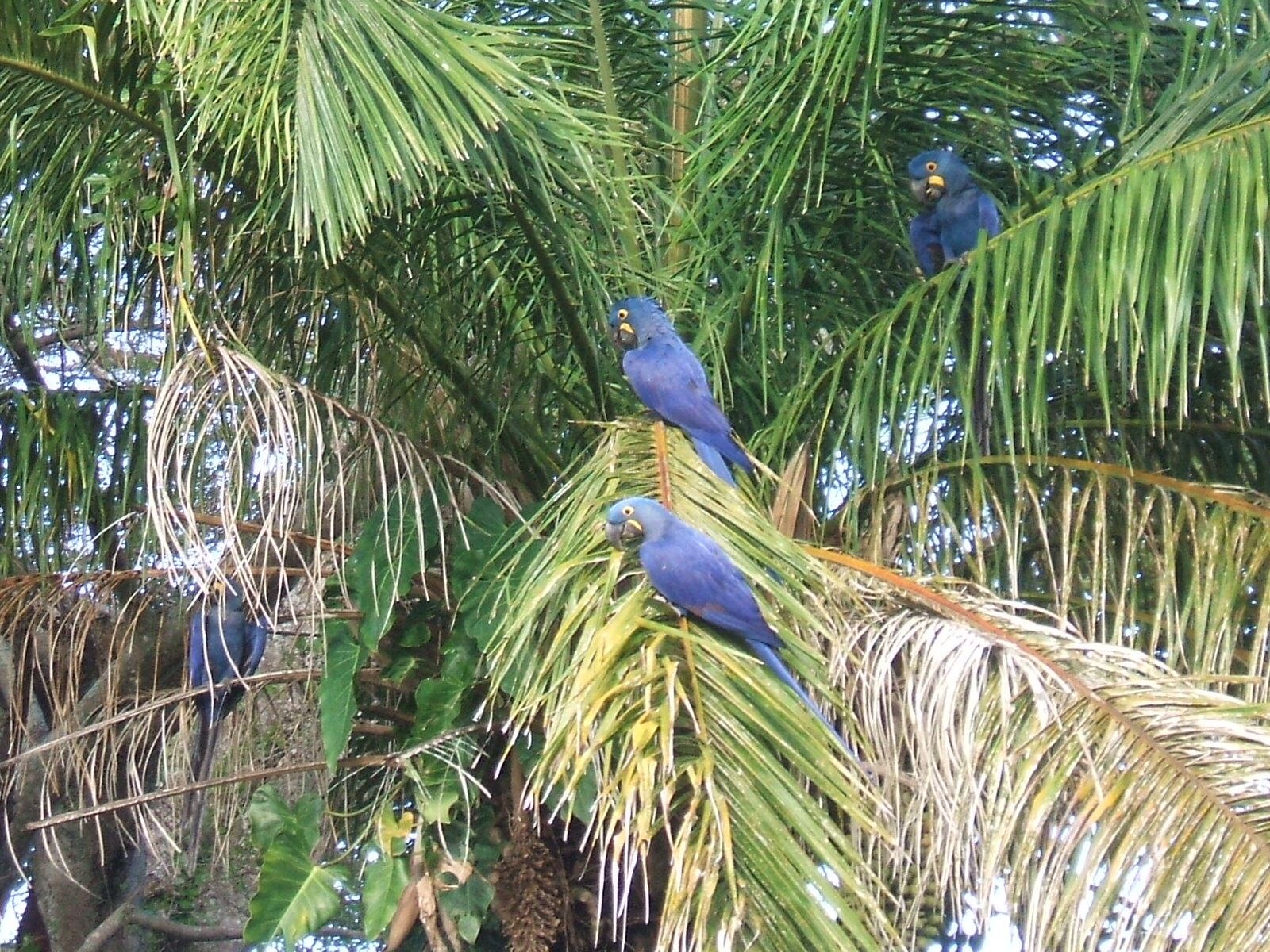
Hyazintharas im Pantanal
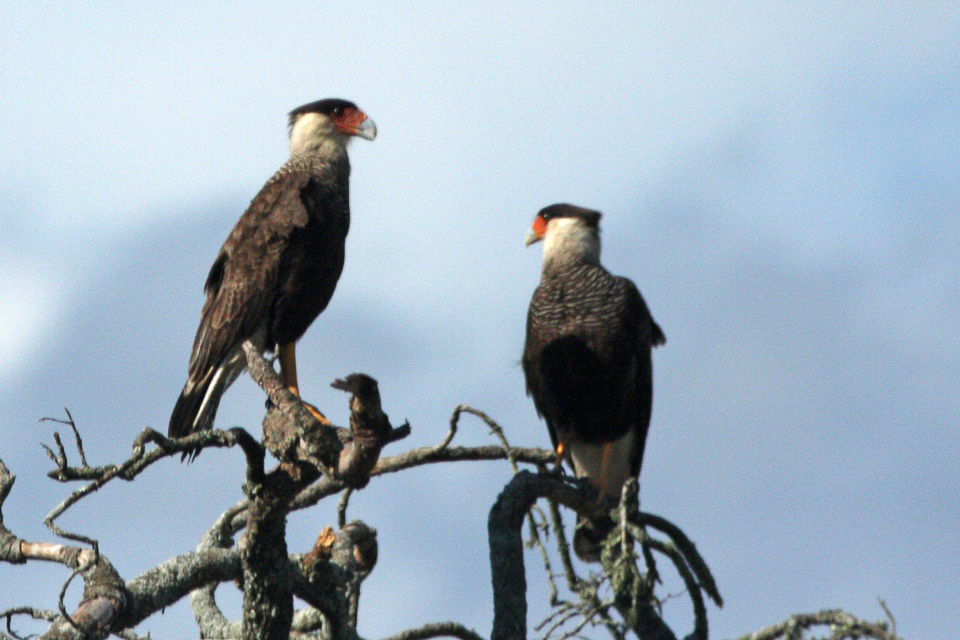
Schopfkarakaras
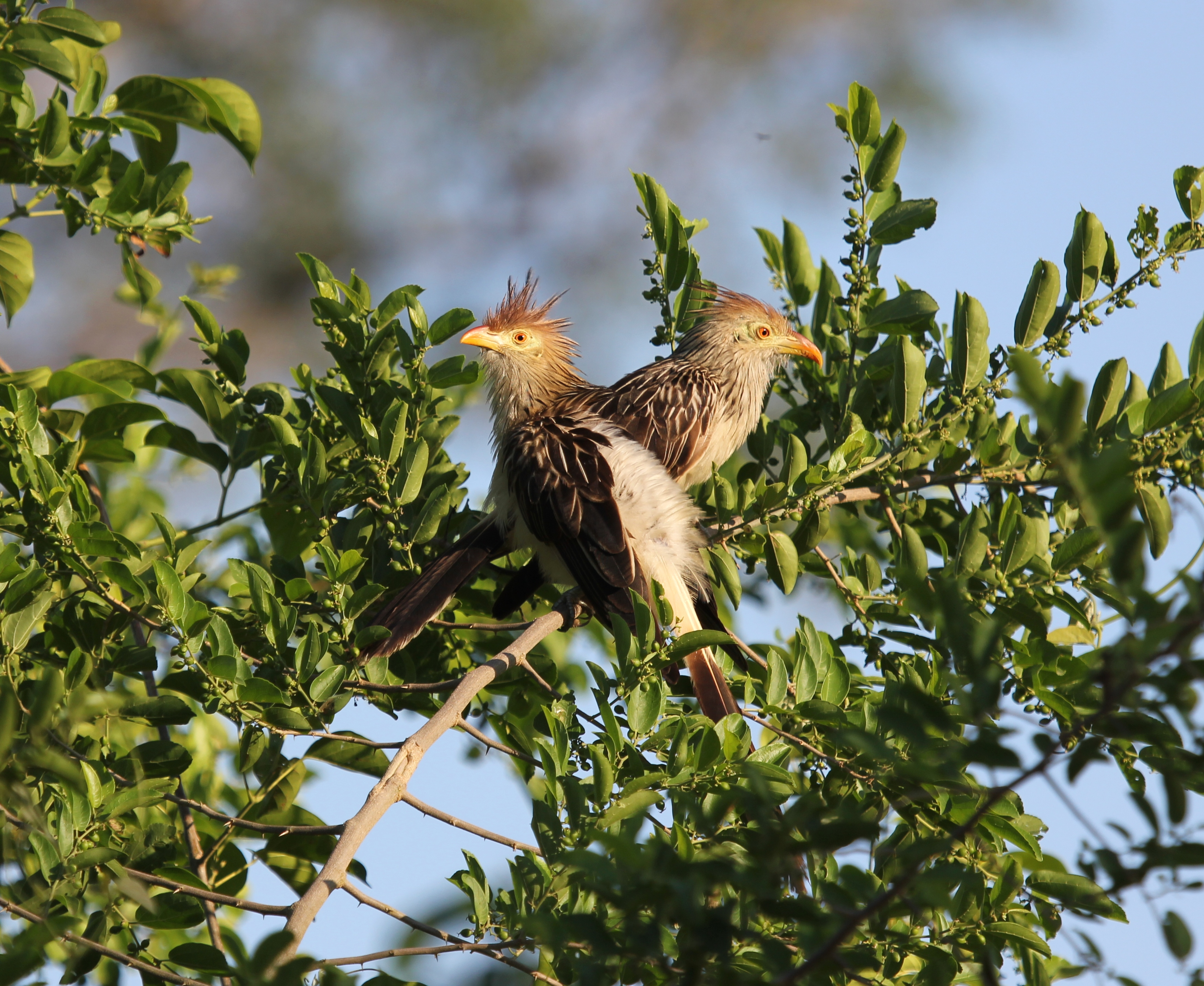
Guirakuckucke im Pantanal
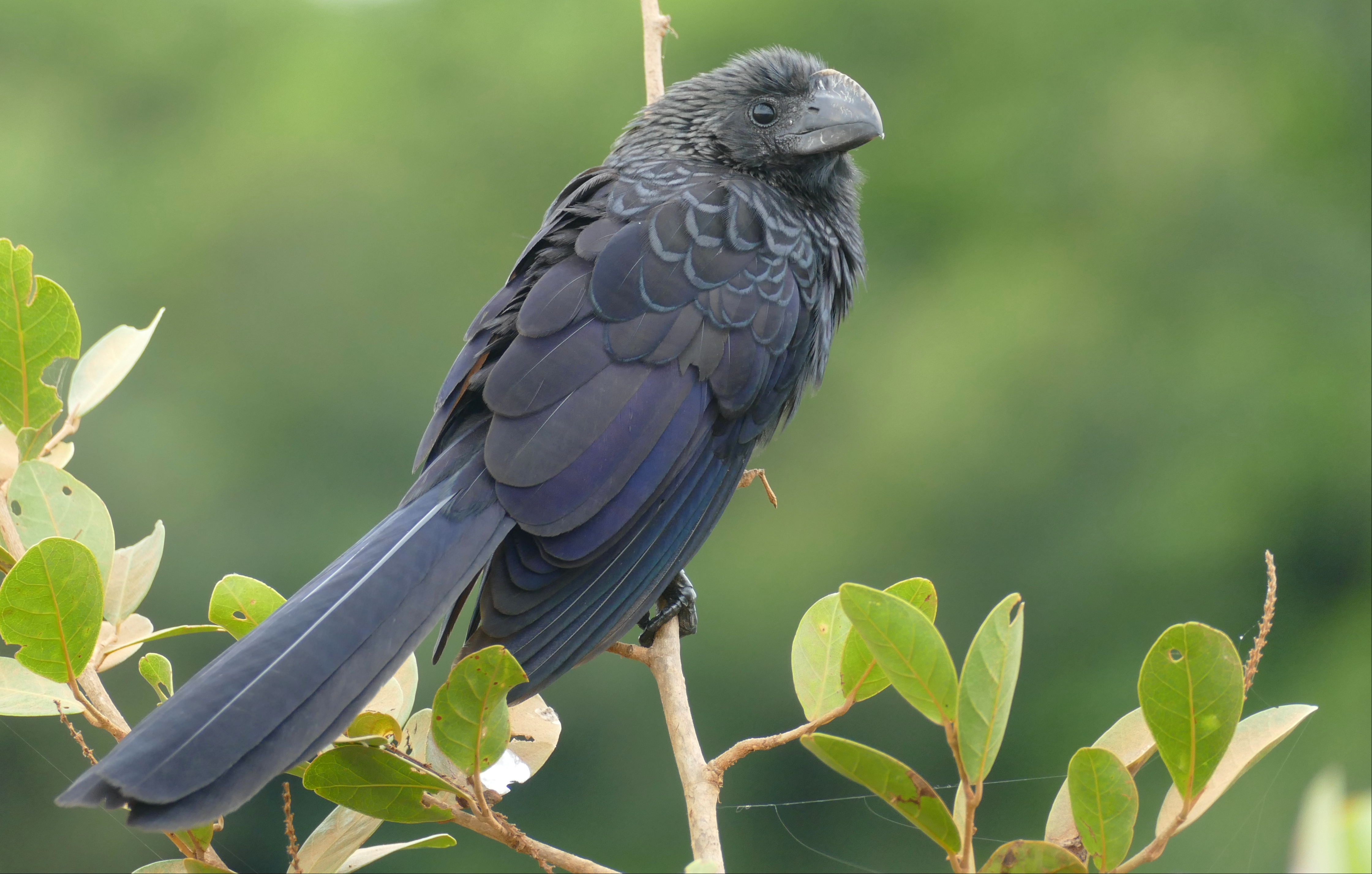
Glattschnabelani
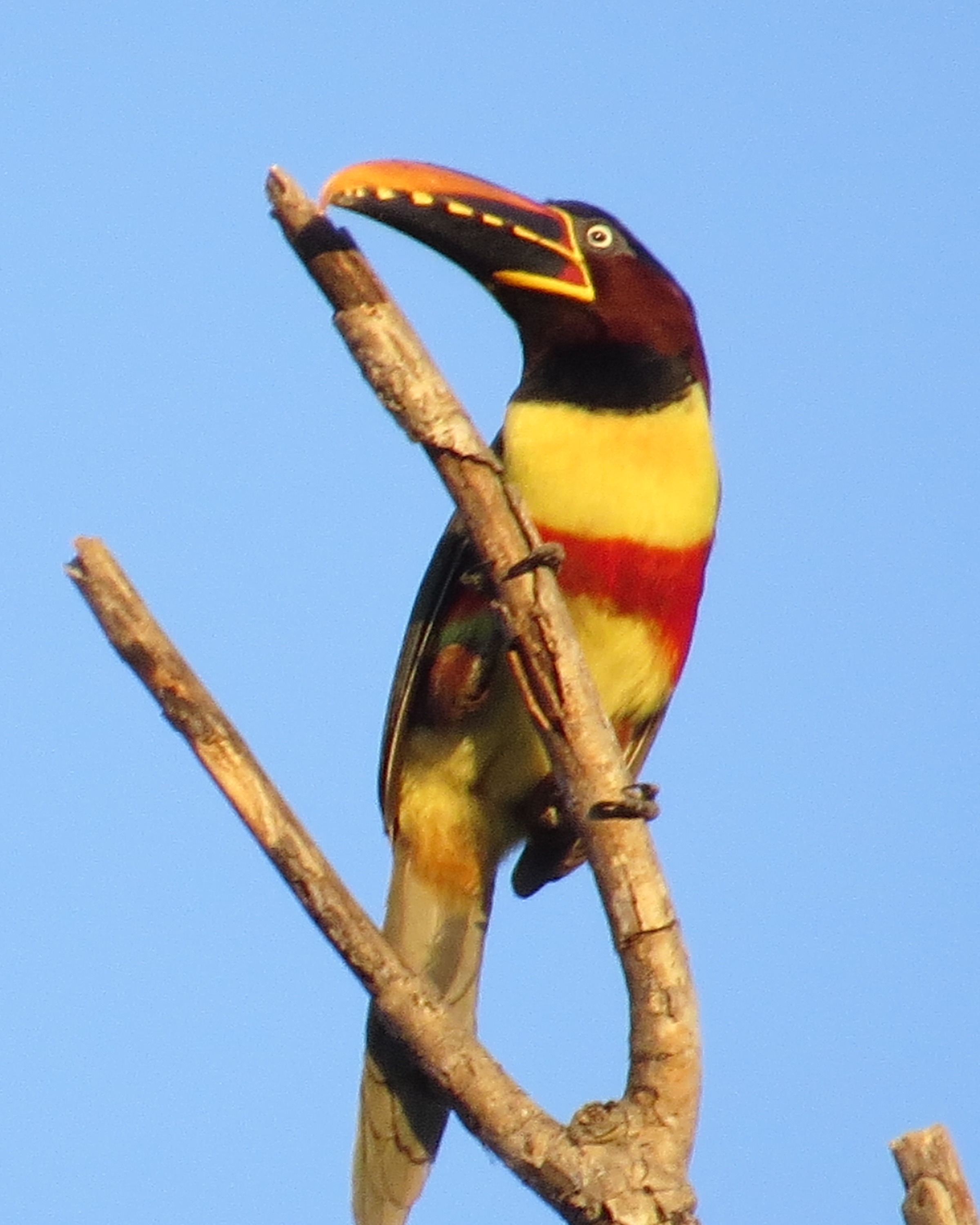
Braunohrarassari
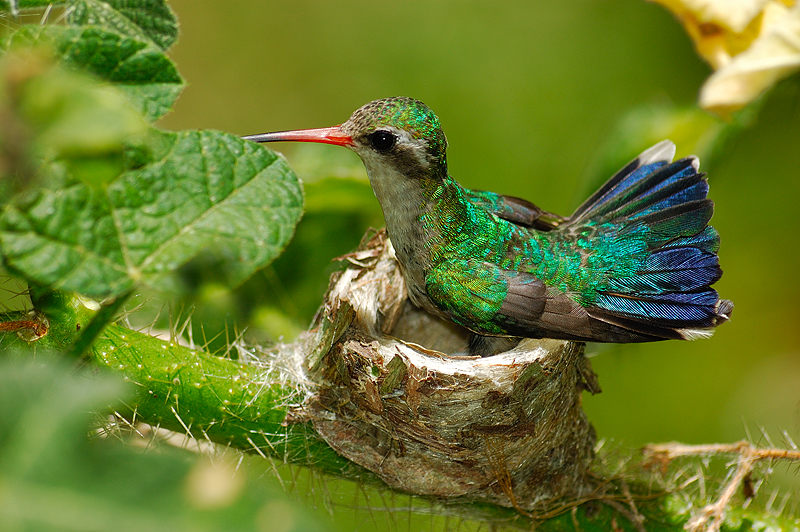
Ein Goldbauch-Smaragdkolibri auf seinem winzigen Nest
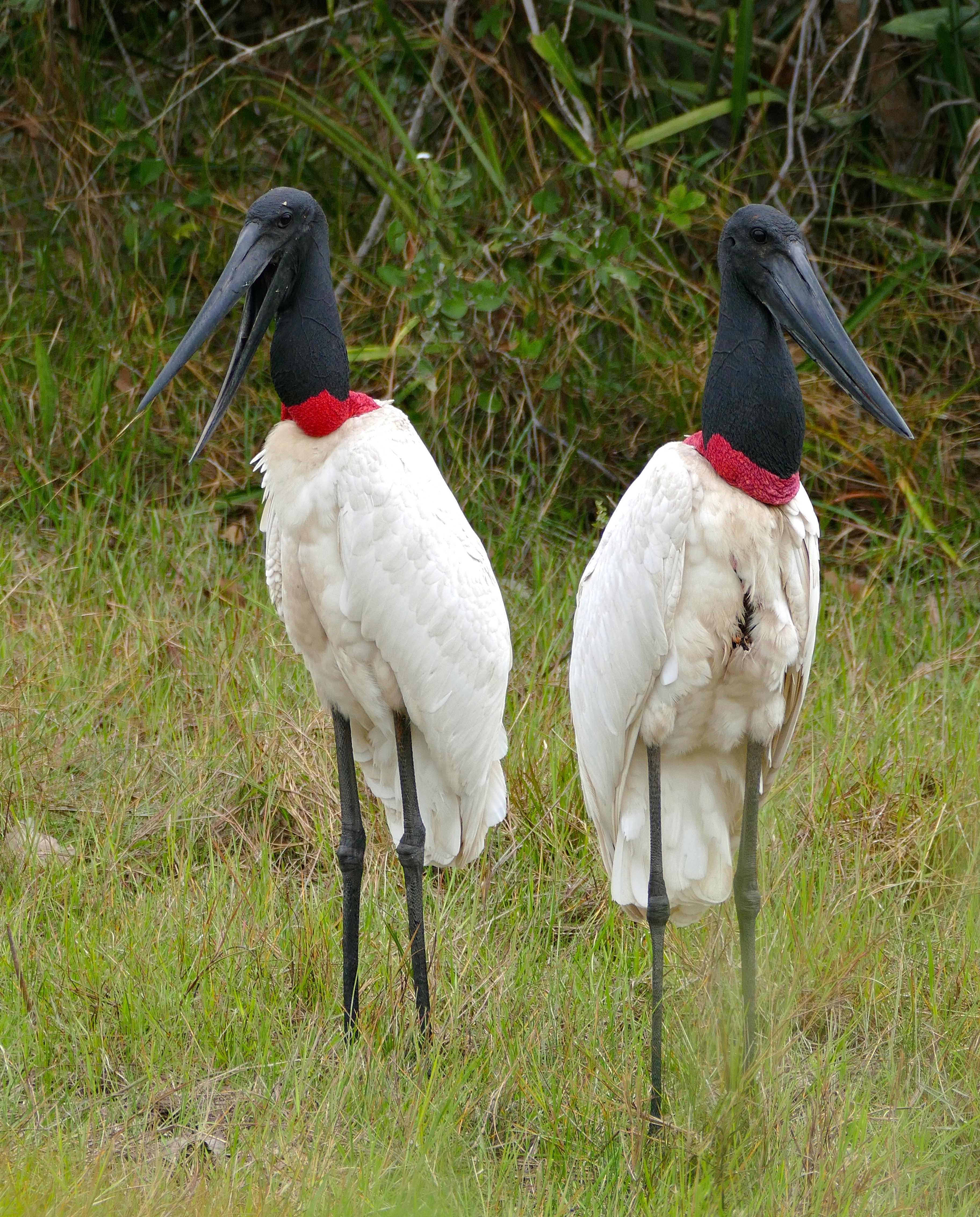
Ein Brutpaar Jabirus

### Fischfauna

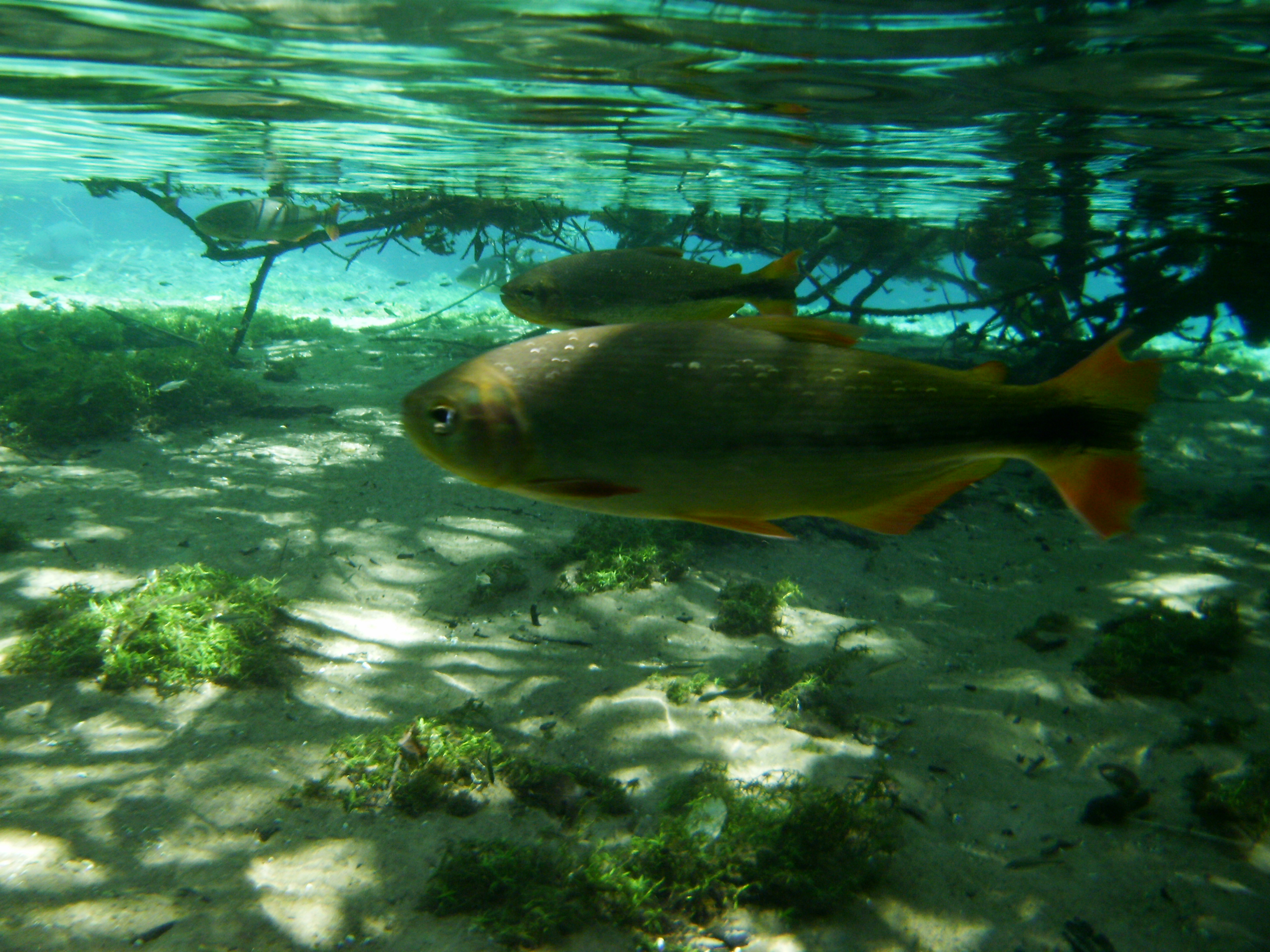
Dourado im Pantanal

In den Flüssen, Lagunen und Überschwemmungsflächen des Pantanals lebt eine hohe Zahl an Fischarten, deren Lebenszyklus von den Regen- und Trockenzeiten bestimmt wird. Zu den dominierenden Spezies gehören große Raubfische wie Dourados (Salminus maxillosus), Traíras, Tucunaré-Pfauenbarsche (Cichla temensis) und kleinere wie Pfauenaugenbuntbarsche (Astronotus ocellatus). In den seichteren und sandigen Bereichen gibt es Süßwasserrochenarten wie z. B. Potamotrygon falkneri, des Weiteren Schwarmfische wie die stark vertretenen Lambari-Rautensalmler (Astyanax bimaculatus), Piraputangas (Brycon microlepis und Brycon hilarii) und Pacús (Piaractus mesopotamicus). Eine wichtige Rolle zur Aasbeseitigung spielen Piranhas wie Natterers Sägesalmler (Pygocentrus nattereri), Schwarzband-Sägesalmler (Serrasalmus spilopleura) und Serrasalmus marginatus. Außerdem trifft man dort Welsarten wie Zungarowelse (Jáu, Paulicea luetkeni), Pintados (Pseudoplatystoma corruscans) und Bullauge-Schaufelwelse (Jurupoca Hemisorubim platyrhynchus) an.
Die Artenvielfalt ist jedoch rückläufig, im Jahr 2001 wurden noch 269 Fischarten registriert, während es 2020 nur noch 240 waren.

## Naturschutz
Ein Teil des Gebietes steht unter Naturschutz; der Nationalpark Otuquis in Bolivien im Dreiländereck Brasilien-Bolivien-Paraguay mit 9034 km², der Nationalpark Pantanal Matogrossense in Brasilien mit 1350 km² und der Nationalpark Río Negro in Paraguay mit 1238 km² sind die drei größten Schutzgebiete. Sie sind 2001, 1993 bzw. 1995 der Ramsar-Konvention beigetreten. Der Global Nature Fund und Ecotrópica haben das Pantanal zum „Bedrohten See des Jahres 2007“ ernannt.
Im Jahr 2000 ernannte die UNESCO den Nationalpark Pantanal Matogrossense, sowie drei angrenzende, private Schutzgebiete der brasilianischen Umweltschutzorganisation Ecotrópica (Gesamtfläche 1878 km²) zum Weltnaturerbe. Im gleichen Jahr wurde das gesamte Pantanal innerhalb Brasiliens zum Biosphärenreservat erklärt.
Im Jahr 2002 wurde der gesamte in Bolivien liegende Anteil des Landes am Pantanal unter den Schutz der Ramsar-Konvention gestellt. Auf einer Fläche, die etwas größer ist als die Schweiz, hat sich die bolivianische Regierung verpflichtet mögliche Auswirkungen auf die Umwelt bereits bei der Planung von Bauvorhaben (wie Wasserstraßen, Autobahnen, Ent- und Bewässerungskanälen sowie Öl- und Gaspipelines) streng zu prüfen.

## Bedrohung und Gefahren durch menschliche Aktivitäten
Eine Studie der Umweltorganisation Conservation International do Brasil kam 2021 zu dem Ergebnis, dass die natürliche Pflanzenwelt bereits bis zum Jahr 2050 komplett ausgelöscht sein könnte, wenn die Zerstörung im gleichen Tempo weitergeht wie bisher. Die Online-Plattform MapBiomas hat errechnet, dass sich die Wasseroberfläche in dem Schwemmgebiet in den vergangenen dreißig Jahren, also seit etwa 1990, um 29 Prozent reduziert hat.

### Viehzucht und industrielle Nutzung
Insbesondere im brasilianischen Teil des Pantanal stellt die Umwandlung von Feuchtgebietsflächen in Weideflächen für Rinder und Zuckerrohrplantagen nach Angaben des WWF noch immer ein ernst zu nehmendes Problem dar. Im brasilianischen Teil des Pantanal werden große Mengen Rindfleisch erzeugt. Nach den Bränden, bei denen 30 Prozent des Gebietes 2020 abbrannten, gab Greenpeace eine Studie in Auftrag, die nahelegt, dass wahrscheinlich Menschen für das Ausmaß der Brände mitverantwortlich waren. Dabei wurden insgesamt 15 brasilianische Rinderzüchter identifiziert, die mit den verheerenden Bränden in Zusammenhang stehen sollen. Alle der dabei identifizierten Betriebe befinden sich am Rand des Pantanal-Gebiets und waren bereits in der Vergangenheit durch Umweltverstöße oder Auffälligkeiten bei der Grundstücksregistrierung aufgefallen.
In neuerer Zeit ist das Pantanal durch Ethanolfabriken in seinem Einzugsbereich bedroht, deren ungeklärte Abwässer in das weit verzweigte Flusssystem des Feuchtgebietes gelangen. Gleichzeitig bedroht auch die Errichtung neuer Zuckerrohr- und Sojaplantagen in den Rückzugsgebieten der Hochland-Cerrados den Artenreichtum, verstärkt durch den Einsatz schwerer Landmaschinen die Erosion mit nachfolgender Veränderung der Wasserführung der Flüsse und verschlechtert die Wasserqualität durch den Einsatz von Kunstdünger und Pestiziden.

### Waldbrände im Pantanal 2020
Verheerende Brände nicht zuletzt durch Brandstiftung haben im Jahr 2020 einen erheblichen Teil der Vegetation zerstört. Zwischen Januar und Mitte Oktober 2020 brachen mehr als 11.000 Brände aus. Die Brände, die von einer schweren Dürre begünstigt wurden, gelten als historisch beispiellos; mit 4,5 Mio. Hektar brannten 26–30 % der gesamten Pantanal-Fläche ab. Gegenüber dem Vorjahr stieg die verbrannte Fläche um 84 % an.
Die brasilianische Regierung rief im September 2020 im Bundesstaat Mato Grosso do Sul den Notstand aus. Es war die größte Brandkatastrophe in Mato Grosso und Mato Grosso do Sul seit 14 Jahren, allein im Juli und August 2020 wurden rund 16.540 km² (1.654.000 Hektar) Wald und Naturschutzgebiet vernichtet. Die Verbreitung von Bränden im Pantanal liegt weit über dem historischen Durchschnitt. Der Juli war der schlimmste Brandmonat im Biom seit einem Jahrzehnt. Das Instituto Nacional de Pesquisas Espaciais (INPE, Nationales Institut für Weltraumforschung), das mit Satellitenüberwachung Entwaldung und Brände meldet, identifizierte im Juli 2020 1684 Hot Spots in der Region, fast siebenmal so viel wie der Durchschnitt der Monate Juli 2009 bis 2019.
Man rechnet mit einer Erholungszeit der Natur von 30 bis 40 Jahren. Der seinerzeitige Umweltminister Ricardo de Aquino Salles ließ Ende August 2020 die Brandbekämpfungsmaßnahmen für das Pantanal und Amazonien einstellen, den Umweltbehörden wurde durch Budgetkürzungen Gelder in Millionenhöhe eingefroren, rund 1400 Mitarbeiter entlassen und Maschinenpark und Hubschrauber außer Dienst gestellt, was den Schutz und Maßnahmen in der Umweltkatastrophe erschwert. Der Umweltminister befand sich dabei im Einklang mit der Entwaldungspolitik der Regierung von Jair Bolsonaro.

### Straßenbau: Die Transpantaneira

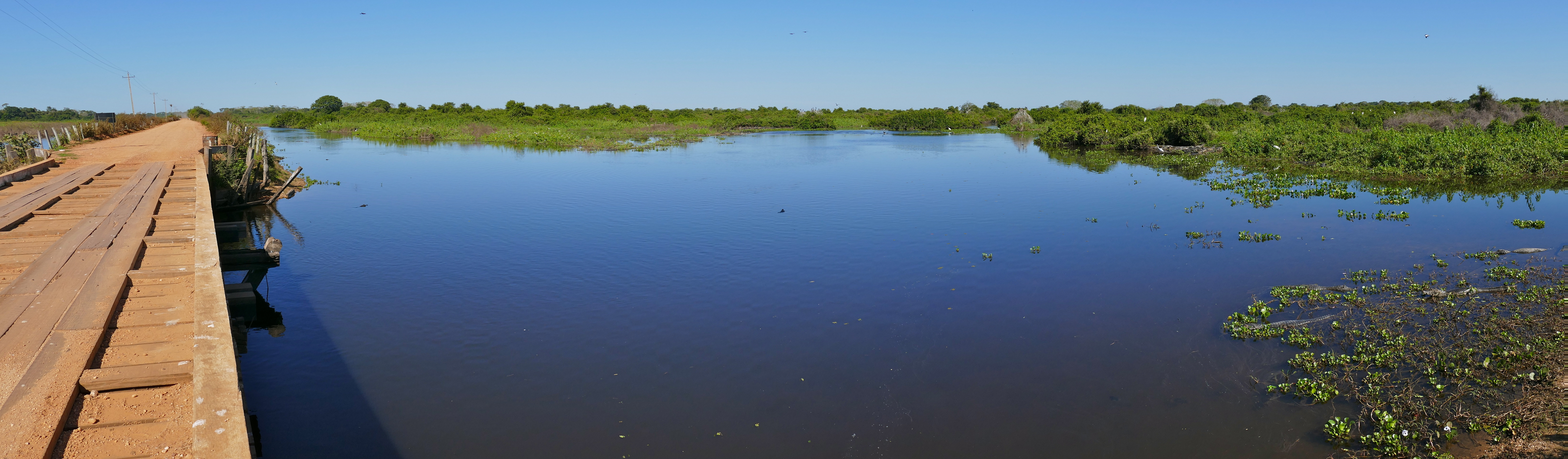
Holzbrücke im Juni 2016

In Poconé beginnt auch die bekannte Transpantaneira, eine aufgeschüttete Straße, die 147 Kilometer in das Pantanal führt. Sie führt über 127 größere und kleinere Holzbrücken, die oftmals in einem abenteuerlichen Zustand sind und regelmäßig repariert werden müssen. 1973 wurde mit dem Bau einer Nord-Süd-Verbindung begonnen, die bis zur BR-262 reichen sollte. Allerdings wurde das Projekt nur im Bundesstaat Mato Grosso realisiert. Die durchgängige Erdstraße, die jedes Jahr saniert und an vielen Stellen neu befestigt werden muss, endet an der Grenze zum Bundesstaat Mato Grosso do Sul bei Porto Jofre.

### Flussschifffahrt: Die Hidrovía
In Cáceres beginnt die Wasserstraße Paraná-Paraguay, die bis zum Atlantik führt. Naturschutzorganisationen wie der WWF hatten lange Zeit versucht, den Ausbau zu verhindern.

### Wilderei
Die Häute der Jacarés, einer Krokodilunterfamilie, bringen auf dem Schwarzmarkt viel Geld. Das gilt auch für seltene Fische und Vögel sowie für Papageien und für die Felle von Raubkatzen, so dass Brasiliens Regierung zunehmend schwer bewaffnete Aufseher in das von Wilderern bedrohte Gebiet schickt.

## Tourismus

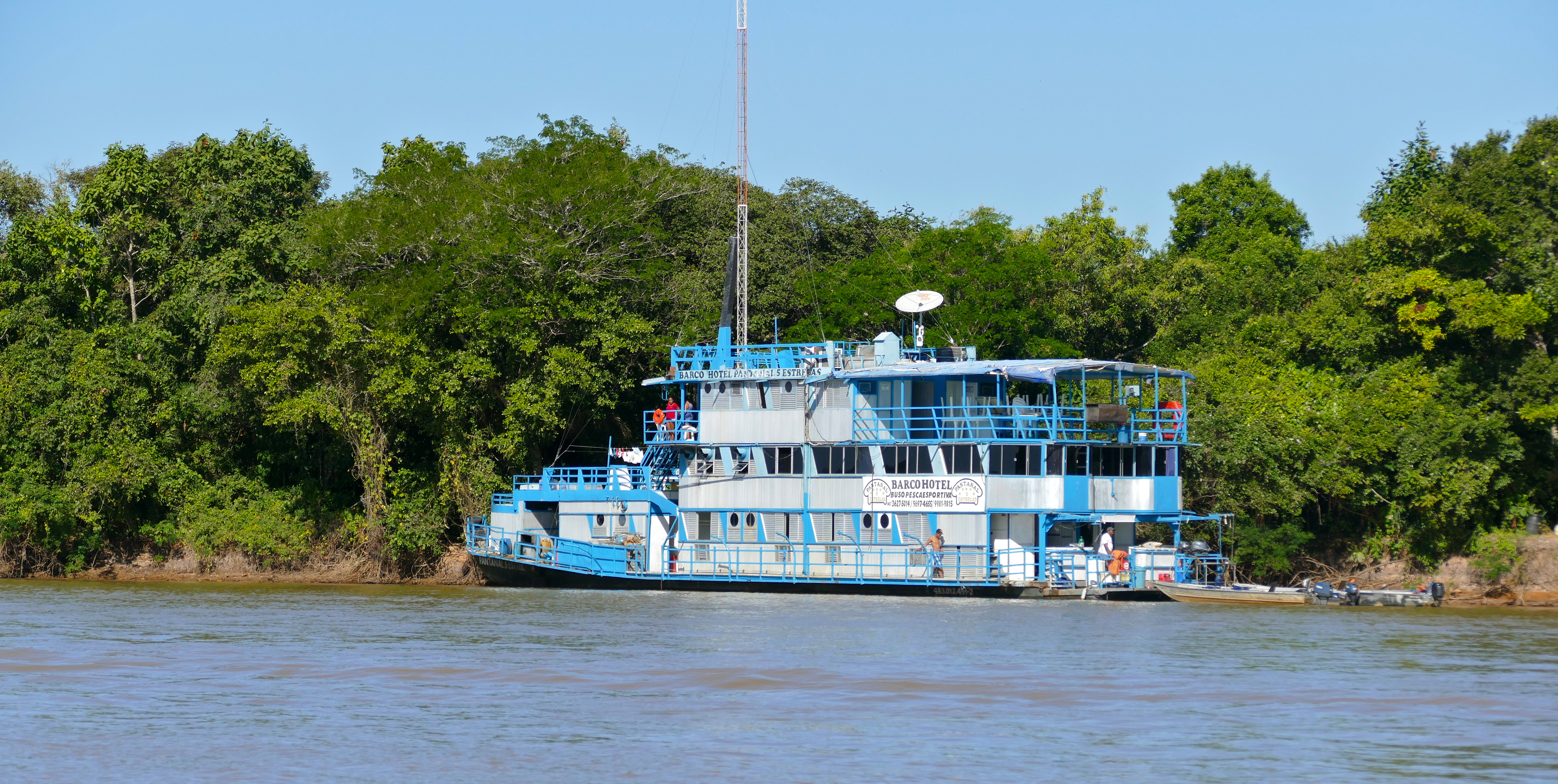
Schwimmende Unterkunft 2016

Seit Jahrzehnten ist das Pantanal ein beliebtes Ziel von Naturliebhabern und Ökotouristen. So ist es möglich, das Pantanal durch die lokalen Fazendas kennenzulernen. Diese Farmen bieten teilweise Herberge an und sind im südlichen Teil des Pantanals meistens mit Flugzeugen oder einem Geländewagen erreichbar. Im nördlichen Teil erreicht man das Pantanal über die Transpantaneira-Straße, im Süden führt die sogenannte Estrada Parque direkt am Buraco das Piranhas in das Herz des Pantanals.
Vom brasilianischen Bundesstaat Mato Grosso do Sul wurde ein weiterer Naturpark ausgewiesen, in dem Touristen die Tiere des Pantanal beobachten können. Im Jahr 2020 belegte das Pantanal in Brasilien den Platz zwei der touristischen Regionen.

## Film
- Stefan Fricke: Dreiteilige Film-Dokumentation: Das Pantanal. 2012/18, je 45 Min.